# Sa'ad
Sa'ad (hebrejsky סַעַד‎, doslova „Pomoc“, v oficiálním přepisu do angličtiny Sa'ad) je vesnice typu kibuc v Izraeli, v Jižním distriktu, v Oblastní radě Sdot Negev.

## Geografie
Leží v nadmořské výšce 110 metrů na severozápadním okraji pouště Negev; v oblasti která byla od 2. poloviny 20. století intenzivně zúrodňována a zavlažována a ztratila charakter pouštní krajiny. Jde o zemědělsky obdělávaný pás přiléhající k pásmu Gazy a navazující na pobřežní nížinu. Podél východního okraje kibucu teče vádí Nachal Sa'ad.
Obec se nachází 11 kilometrů od břehu Středozemního moře, cca 70 kilometrů jihojihozápadně od centra Tel Avivu, cca 75 kilometrů jihozápadně od historického jádra Jeruzalému a 8 kilometrů jihozápadně od města Sderot. Sa'ad obývají Židé, přičemž osídlení v tomto regionu je etnicky převážně židovské. 4 kilometry severozápadním směrem ale začíná pásmo Gazy s početnou arabskou (palestinskou) populací.
Sa'ad je na dopravní síť napojen pomocí lokální silnice číslo 232, jež se jihozápadně od vesnice kříží s dálnicí číslo 25.

## Dějiny
Sa'ad byl založen v roce 1947. Jejími zakladateli byli Židé z Evropy napojení na mládežnické sionistické hnutí Bnej Akiva. Přípravná osadnická skupina se zformovala již roku 1937 a druhá pak roku 1940. Několik let pak procházeli výcvikem. V únoru 1947 vyrazila skupina dvaceti členů této skupiny na průzkum severního Negevu s cílem zjistit možnosti rozšíření židovského osídlení. Pak se 30. června 1947 usadili zde. Vesnice měla zpočátku charakter opevněné osady budované po vzoru osad typu Hradba a věž z konce 30. let. Vznik vesnice měl být připomínkou prvního výročí od britské razie (takzvaná Černá sobota), provedené proti židovským ozbrojeným silám v tehdejší mandátní Palestině.
Během války za nezávislost v roce 1948 byl kibuc místem těžkých bojů. Egyptská invazní armáda se tudy pokoušela o průnik do pobřežní nížiny směrem k Tel Avivu. Vesnice byla tehdy zcela zničena. Nakonec ovšem zdejší oblast ovládla izraelská armáda.
Koncem 40. let měl kibuc rozlohu katastrálního území 1 300 dunamů (1,3 kilometrů čtverečních). V 50. letech 20. století populaci kibucu posílil příchod Židů z Tuniska, Libye a Kurdistánu. Místní ekonomika je založena na zemědělství (pěstování květin, zeleniny - hlavně mrkve, citrusů, chov drůbeže) a průmyslu (firma Saifan produkující obalové materiály). V obci funguje zdravotní středisko, plavecký bazén, sportovní areály, obchod se smíšeným zbožím, synagoga a mikve.

## Demografie
Obyvatelstvo kibucu je nábožensky orientované. Podle údajů z roku 2014 tvořili naprostou většinu obyvatel v Sa'ad Židé (včetně statistické kategorie "ostatní", která zahrnuje nearabské obyvatele židovského původu ale bez formální příslušnosti k židovskému náboženství).
Jde o menší obec vesnického typu s dlouhodobě rostoucí populací. K 31. prosinci 2014 zde žilo 762 lidí. Během roku 2014 populace klesla o 0,4 %.
| Rok            | 1948 | 1961 | 1972 | 1983 | 1995 | 2001 | 2003 | 2004 | 2005 | 2006 | 2007 | 2008 | 2009 | 2010 | 2011 | 2012 | 2013 | 2014 |
| -------------- | ---- | ---- | ---- | ---- | ---- | ---- | ---- | ---- | ---- | ---- | ---- | ---- | ---- | ---- | ---- | ---- | ---- | ---- |
| Počet obyvatel | 143  | 418  | 502  | 673  | 593  | 546  | 563  | 555  | 583  | 599  | 609  | 601  | 639  | 658  | 738  | 762  | 765  | 762  |